# Liste des ministres sud-africains de l'Éducation
Le Ministère de l'éducation de la République d'Afrique du Sud a été fondé en 1910 dès la constitution de l'Union sud-africaine. Il s'appelle successivement Ministère de l'éducation, des arts et des sciences (de 1949 à 1968) puis Ministère de l'éducation nationale (de 1968 à 1994) avant de reprendre son nom d'origine à l'arrivée au pouvoir du premier gouvernement multiracial de l'histoire du pays. À cette occasion, le ministère de l'éducation perd la tutelle des arts et de la culture confié à un nouveau ministère autonome des arts et des affaires culturelles. 

En 2009, le ministère de l'éducation a été scindé en deux nouveaux départements ministériels : 
- Ministère de l'éducation de base
- Ministère de l'enseignement supérieur et de la formation professionnelle

En mai 2019, le ministère de l'enseignement supérieur et de la formation professionnelle a fusionné avec le ministère des sciences et des technologies pour former le nouveau ministère de l'enseignement supérieur, des sciences et des technologies. 

## Liste des ministres de l'éducation
| # | Nom                      | Parti                        | Terme     |
| - | ------------------------ | ---------------------------- | --------- |
| 1 | François Stephanus Malan | Parti sud-africain           | 1910-1921 |
| 2 | Patrick Duncan           | Unioniste/Parti sud-africain | 1921-1924 |
| 3 | Daniel François Malan    | Parti national               | 1924-1933 |
| 4 | Jan Hendrik Hofmeyr      | Parti sud-africain/Parti uni | 1933-1938 |
| 5 | Henry Allan Fagan        | Parti Uni                    | 1938-1939 |
| 6 | Jan Hendrik Hofmeyr      | Parti Uni                    | 1939-1948 |
| 7 | Albert Jacobus Stals     | Parti National               | 1948-1949 |

## Liste des ministres de l'éducation, des arts et des sciences
| # | Nom                                  | Parti          | Terme     |
| - | ------------------------------------ | -------------- | --------- |
| 1 | Charles Swart                        | Parti National | 1949-1950 |
| 2 | Johannes Hendrikus Viljoen           | Parti national | 1950-1957 |
| 3 | Michiel Daniel Christiaan de Wet Nel | Parti national | 1958      |
| 4 | Jan Serfontein                       | Parti national | 1958-1961 |
| 5 | John Vorster                         | Parti national | 1961      |
| 6 | Jan de Klerk                         | Parti national | 1961-1968 |

## Liste des ministres de l'éducation nationale
De 1980 à 1993, le ministère de l'éducation nationale intègre le département des sports et des loisirs.
| #  | Nom                          | Parti          | Terme                                  |
| -- | ---------------------------- | -------------- | -------------------------------------- |
| 1  | Jan de Klerk                 | Parti National | 1968- 1969                             |
| 2  | Johannes Petrus van der Spuy | Parti national | 1969- 25 janvier 1976                  |
| 3  | Piet Koornhof                | Parti national | 26 janvier 1976 au 29 janvier 1978     |
| 4  | Willem Cruywagen             | Parti national | 30 janvier 1978 au 21 juin 1979        |
| 5  | Punt Janson                  | Parti national | 22 juin 1979 au 6 octobre 1980         |
| 6  | Gerrit Viljoen               | Parti national | 7 octobre 1980 au 16 septembre 1984    |
| 7  | Frederik de Klerk            | Parti national | 17 septembre 1984 au 20 septembre 1989 |
| 8  | Gerrit Viljoen               | Parti national | 21 septembre 1989 - février 1990       |
| 9  | Gene Louw                    | Parti national | mars - octobre 1990                    |
| 10 | Louis Pienaar                | Parti national | 4 décembre 1990 - 1992                 |
| 11 | Piet Marais                  | Parti national | 1992-1994                              |

### Liste des ministres de l'éducation et de la culture du parlement tricaméral (1984-1994)
De 1984 à 1994, dans le cadre du parlement tricaméral et à côté du ministre de l'éducation nationale, un ministre de l'éducation et de la culture est chargé de ces thématiques dans le périmètre qui lui est attribué par chaque chambre du parlement pour chaque groupe de population représentée (les blancs pour la chambre de l'assemblée, les coloureds pour la chambre des représentants et les indo-asiatiques pour la chambre des délégués).
| Ministère                                        | Nom                                                                        | Période                                           |
| ------------------------------------------------ | -------------------------------------------------------------------------- | ------------------------------------------------- |
| Éducation et culture (chambre de l'assemblée)    | Stoffel Botha Piet Clase Piet Marais                                       | 1984-1985 1985-1991 1991-1994                     |
| Éducation et culture (chambre des représentants) | Carter Ebrahim Allan Hendrickse Tommy Abrahams Abe Williams Pieter Saaiman | 1984-1988 1988-1991 1991-1992 1992-1993 1993-1994 |
| Éducation et culture (chambre des délégués)      | Kassipershad Ramduth Kisten Rajoo Devagie Govender                         | 1984-1989 1989-1993 1993-1994                     |

## Liste des ministres de l'éducation
| # | Nom            | Parti | Terme     |
| - | -------------- | ----- | --------- |
| 1 | Sibusiso Bengu | ANC   | 1994-1999 |
| 2 | Kader Asmal    | ANC   | 1999-2004 |
| 3 | Naledi Pandor  | ANC   | 2004-2009 |

## Liste des ministres de l'éducation de base
| Ministre        | Parti | Ministre-adjoint                                    | Gouvernement/Année                                                            |
| --------------- | ----- | --------------------------------------------------- | ----------------------------------------------------------------------------- |
| Angie Motshekga | ANC   | Enver Surty (2009-2018) Regina Mhaule (depuis 2019) | Gouvernement Zuma (2009-2018) Gouvernement Ramaphosa/Ramaphosa II (2018-2024) |
| Siviwe Gwarube  | DA    | Regina Mhaule (depuis 2019)                         | Ramaphosa III (depuis 2024)                                                   |

## Liste des ministres de l'enseignement supérieur
| Ministère                                           | Nom du ministre                              | Parti    | Ministre-adjoint                                                                                | Gouvernement/Année                                                                                                   |
| --------------------------------------------------- | -------------------------------------------- | -------- | ----------------------------------------------------------------------------------------------- | --- |
| Enseignement supérieur et formation professionnelle | Blade Nzimande Hlengiwe Mkhize Naledi Pandor | SACP ANC | Hlengiwe Mkhize (2010-2014) Mduduzi Manana (2014-2017) Buti Manamela (nommé le 17 octobre 2017) | Gouvernement Zuma / 2009-2017 17 octobre 2017 - 28 février 2018 Gouvernement Ramaphosa (28 février 2018-29 mai 2019) |
| Enseignement supérieur, sciences et technologies    | Blade Nzimande                               | SACP     | Buti Manamela                                                                                   | Gouvernement Ramaphosa II                                                                                            |